# Opharus albiceps
Opharus albiceps är en fjärilsart som beskrevs av Paul Dognin 1901. Opharus albiceps ingår i släktet Opharus och familjen björnspinnare. Inga underarter finns listade i Catalogue of Life.